# Bruttofaktorindkomst
Bruttofaktorindkomst (forkortet BFI) er et produktions- og indkomstbegreb, der indgår i nationalregnskabet. Det udtrykker den samlede værditilvækst i et erhverv eller et geografisk område (f.eks. et land), målt i faktorpriser, dvs. eksklusive indirekte skatter og subsidier.

## Beregninger
Bruttofaktorindkomsten kan bl.a. ses ud fra nationalregnskabsligningen. I nationalregnskabet anvendes tre udtryk for værditilvæksten, nemlig bruttofaktorindkomst (værditilvæksten målt i faktorpriser), bruttoværditilvækst (BVT, værditilvæksten målt i basispriser) og bruttonationalprodukt (BNP, værditilvæksten målt i markedspriser). I nationalregnskabsligningen repræsenteres værditilvæksten typisk af bogstavet Y, der kan stå for ethvert af disse tre begreber, afhængigt af hvilke priser der anvendes.
Forskellen på de tre prisbegreber ligger i, hvilke indirekte skatter (produktionsskatter) og subsidier, der indgår. Produktionsskatter og -subsidier kan opdeles i produktskatter og -subsidier (f.eks. moms og punktafgifter) og andre produktionsskatter og -subsidier, f.eks. ejendomsskatter og vægtafgift. I bruttonationalproduktet (og markedspriser generelt) indgår alle netto-produktionsskatter (hvor "netto" angiver, at de er fratrukket alle subsidier). I bruttoværditilvæksten og basispriser generelt indgår ikke produktskatter (netto), men andre produktionsskatter (netto) indgår. I bruttofaktorindkomsten og faktorpriser generelt indgår overhovedet ingen netto-produktionsskatter.

## Anvendelse
Bruttofaktorindkomsten bruges oftest i forbindelse med undersøgelser af den funktionelle indkomstfordeling. Bruttofaktorindkomsten, altså BNP fratrukket alle indirekte skatter, er nemlig lig med den del af værditilvæksten, som tilfalder produktionsfaktorerne, samt en eventuel ekstraordinær profit.
BFI kan opgøres for et land som helhed, men også for de enkelte erhverv som f.eks. landbruget. Ved sammenligning af enkelte erhvervs samfundsøkonomiske betydning i forhold til hinanden er det dog mere normalt at anvende erhvervenes bruttoværditilvækst.

## Danmarks bruttofaktorindkomst
I Danmark var bruttofaktorindkomsten i 2017 1.843 mia. kr., mens bruttoværditilvæksten var 1.863 mia. kr., og BNP var 2.143 mia. kr. Forskellen på BFI og BNP på i alt 300 mia. kr. udgjordes altså af de samlede produktionsskatter fratrukket alle subsidier.